# Test de Lucas-Lehmer

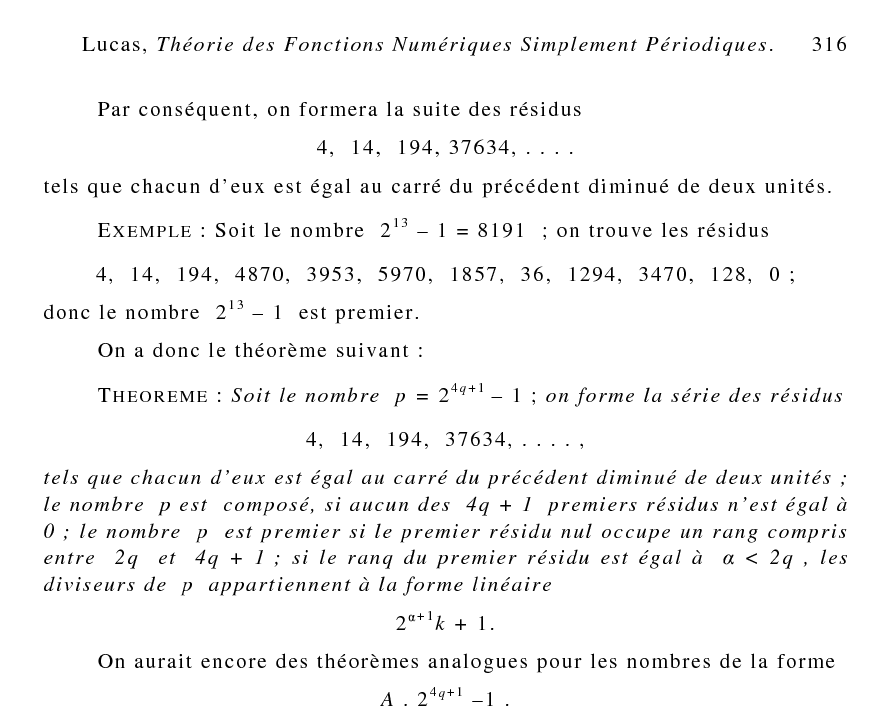
Fragmento en francés del Test de Lucas-Lehmer.

En matemáticas, la prueba de Lucas-Lehmer es una prueba que sirve para determinar si un determinado número de Mersenne Mp es primo. El test fue desarrollado por Edouard Lucas en 1878 y subsecuentemente mejorado por Derrick Henry Lehmer en la década de 1930.

## El test
La prueba de Lucas-Lehmer consiste en lo siguiente: sea Mp = 2p− 1 el número de Mersenne a testear con p primo impar. Defínase la sucesión {si} para todo i ≥ 0 según:
{\displaystyle s_{i}=\left\{{\begin{matrix}4,\qquad \ \,&&{\mbox{si }}i=0;\ \ \,\\s_{i-1}^{2}-2&&{\mbox{en caso contrario.}}\end{matrix}}\right.}
Los primeros términos de esta sucesión son 4, 14, 194, 37634, ... (sucesión A003010 en OEIS).
Entonces, Mp es primo si y sólo si
{\displaystyle s_{p-2}\equiv 0{\pmod {M_{p}}};}
En otro caso, Mp es compuesto. El número sp − 2 mod Mp se llama residuo Lucas–Lehmer de p.
Una implementación que utilice el algoritmo de multiplicación rápida de Schönhage–Strassen, basado a su vez en la transformada rápida de Fourier, da al test de Lucas–Lehmer una complejidad de O(n2 log n log log n), donde n es la longitud del número.